# Dom Handlowy „Zenit“
Dom Handlowy „Zenit“ ist ein Handelsgebäude in der polnischen Stadt Katowice am südöstlichen Ende des Rynek (Marktplatz) an der Einmündung der ulica Warszawska. Gegenüberliegend befinden sich das Dom Prasy Śląskiej (Haus der schlesischen Presse) und das Schlesische Theater.

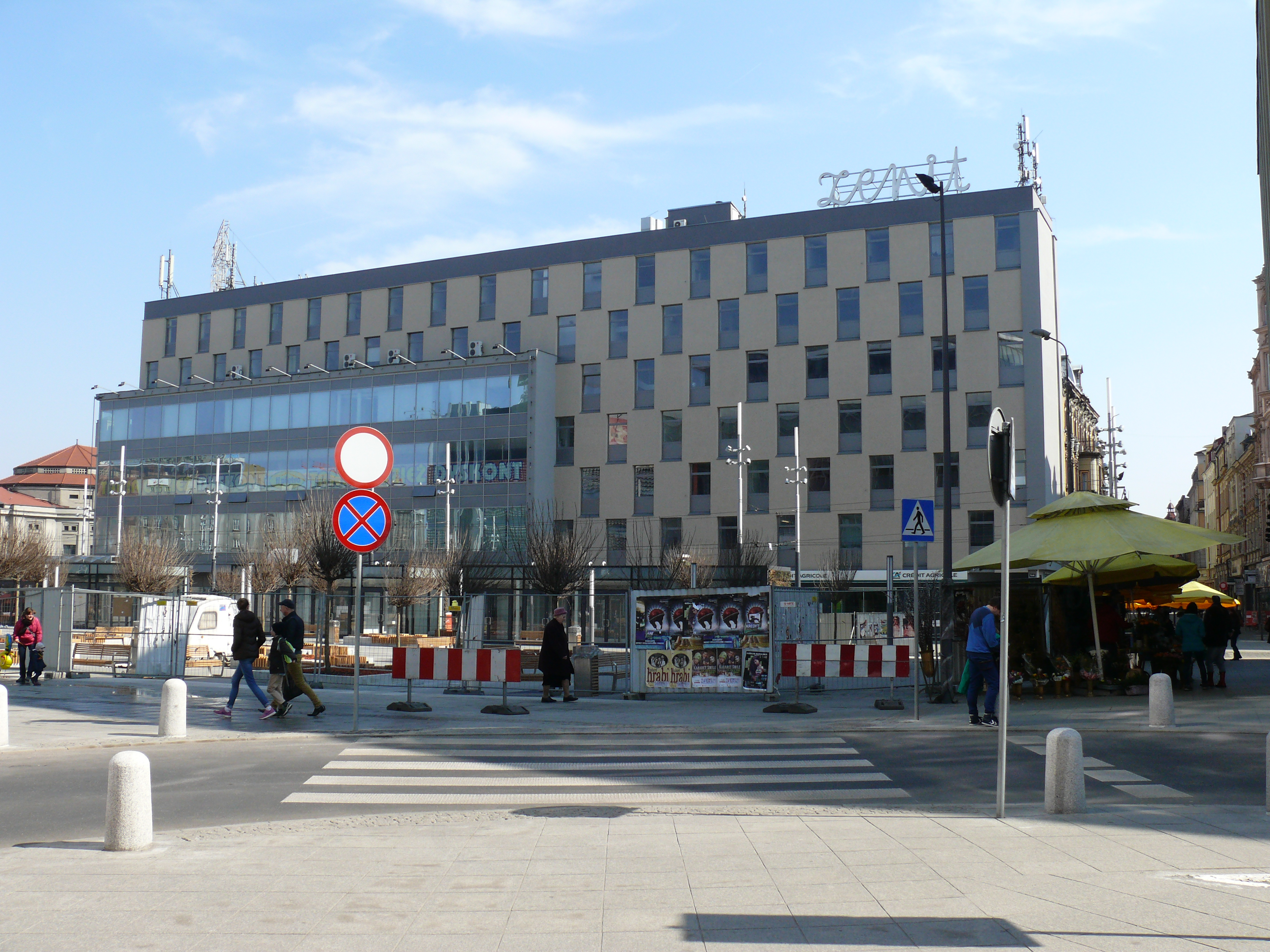
Frontansicht 2015

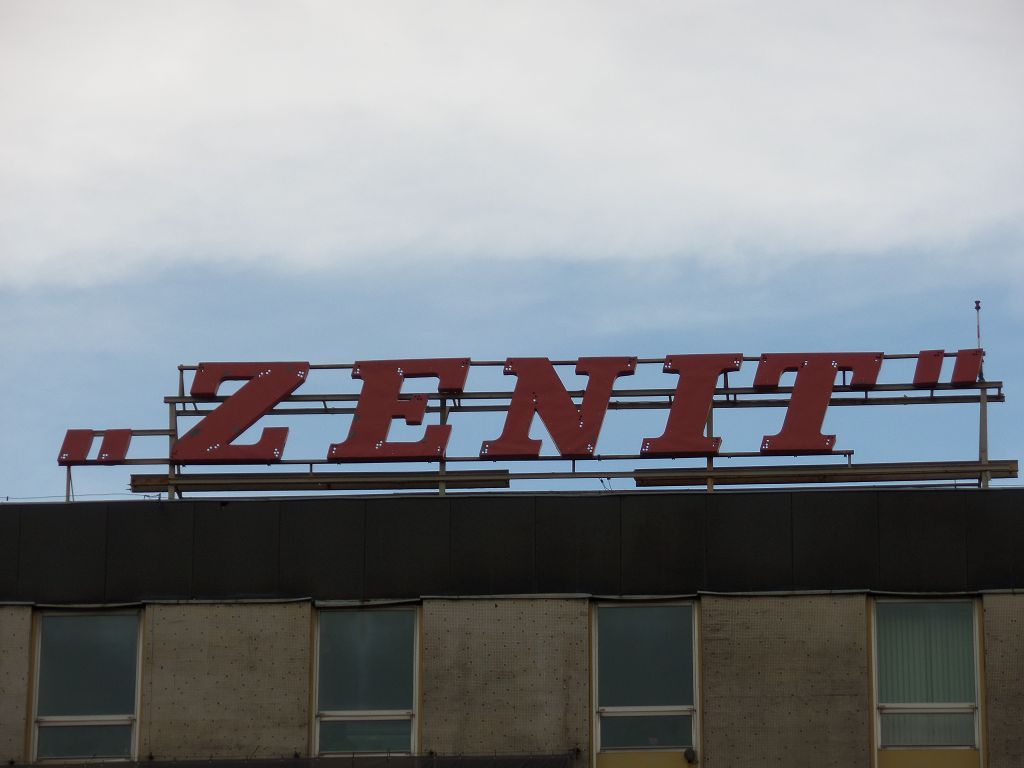
„Zenit“ Schriftzug auf dem Gebäude

Das Gebäude wurde im September 1962 als eines der ersten im Rahmen der Neugestaltung des Marktplatzes fertiggestellt. An dem Standort befand sich von 1848 bis 1945 das im Zweiten Weltkrieg zerstörte Hotel Welt. Architektonisch auffallend sind der vorgesetzte Glaskubus, der sich über drei Etagen erstreckt, und die darunterliegenden Arkaden an der Ecke zur ulica Warszawska, die nur eine gestalterische Funktion haben. Der Kubus bereitete immer wieder Probleme, weil Scheiben rissen und herabstürzten. Gegenwärtig wird er größtenteils durch Werbeplakate verdeckt.
Heute wird das Gebäude nur noch zum Teil als Kaufhaus genutzt; einige Etagen werden als Büroräume vermietet. Für das Renovierungsprojekt, das von 2008 bis 2010 durchgeführt wurde, war Rafał Król verantwortlich. Er ist der Sohn von Mieczysław Król, einem der beiden Architekten des Gebäudes.